# Josef Bukvaj
Josef Bukvaj (6. března 1867 Radkov – 19. srpna 1926 Písek) byl rakouský a český soudce a politik, na počátku 20. století poslanec Říšské rady.

## Biografie
Profesí byl soudcem, radou vrchního zemského soudu.
Na počátku 20. století se zapojil i do celostátní politiky. Ve volbách do Říšské rady roku 1907, konaných poprvé podle všeobecného a rovného volebního práva, se stal poslancem Říšské rady za obvod Čechy 71. Usedl do poslanecké frakce Klub českých agrárníků. Za týž obvod byl zvolen i ve volbách do Říšské rady roku 1911, opět se připojil k poslaneckému klubu českých agrárníků. Ve vídeňském parlamentu setrval až do zániku monarchie. K roku 1911 se profesně uvádí jako okresní soudce.
Ve 20. letech 20. století působil jako předseda okresní správní komise v Písku.
Zemřel v srpnu 1926 v Písku, kde byl také pohřben.